# Minnie Fisher Cunningham
Minnie Fisher Cunningham, née le 19 mars 1882 à New Waverly, dans l'État du Texas et morte le 9 décembre 1964 à New Waverly, est une pharmacienne américaine qui s'est fait connaitre en tant que militante pour le droit des femmes, après avoir été la présidente de la Texas Equal Suffrage Association (en)(ESA), elle devient la première secrétaire générale de la League of Women Voters.

Pétition de Minnie Fisher Cunningham. Février 1916

Son travail aboutit à l'adoption du neuvième amendement de la Constitution des États-Unis donnant le droit de vote aux femmes,,,.